# 江見弘武
江見 弘武（えみ ひろむ、1943年8月24日 - 2019年4月13日）は、日本の裁判官。岡山県出身。兵庫県立神戸高等学校を経て、東京大学法学部第1類（私法コース）卒業。東京高等裁判所部総括判事などを経て、2007年より高松高等裁判所長官を務め、2008年8月23日、定年により退官。弁護士（第一東京弁護士会所属）として、大江橋法律事務所東京事務所カウンセル。

## 経歴
- 1967年 - 司法修習生
- 1969年 - 東京地裁判事補任官
- 1973年 - 最高裁民事局付
- 1976年 - 那覇地裁判事補
- 1978年 - 東京地裁判事補
- 1979年4月 - 東京地裁判事
- 1979年7月 - 最高裁行政局参事官、最高裁調査官
- 1984年4月1日 - 日本国有鉄道に出向。総裁室法務課調査役を務める（1987年5月31日まで）。日本国有鉄道改革法条文作成に関与（1986年成立）
- 1995年4月1日 - 東京地方裁判所部総括判事[注 1]
- 1998年5月20日 - 新潟家庭裁判所所長
- 1999年9月1日 - 東京高等裁判所部総括判事
- 2007年5月7日 - 高松高等裁判所長官
- 2008年8月23日 - 定年により退官
- 2009年6月23日 - 東海旅客鉄道（JR東海）常勤監査役に就任
- 2013年11月3日 - 瑞宝重光章受章[2]。
- 2019年4月13日午前10時44分、消化管出血のため死去。75歳没[3]。

## 主な裁判
- 1998年3月20日、東京地方裁判所において、1995年11月12日に精神病院から外出して帰ってこなった患者が同月15日に路上で女性の胸などを包丁で刺して重症を負わせたという事件で、病院側が110番通報して来訪した警察官に対し、患者について自傷他害のおそれがある旨を知らせなかったため、精神保健法39条1項所定の通知及び探索を求める措置が講じられたとはいえないとして、精神病院を運営する財団法人に対する被害女性の損害賠償請求を認めた[4][5]。
- 2004年6月30日、東京高等裁判所において、郵政反マル生闘争に参加して、1979年4月28日に懲戒免職となった元全逓組合員7人に対し、闘争は違法としつつも一般組合員の責任は小さいとして、懲戒免職処分を取り消す判決を下した。2007年2月13日、最高裁判所は高裁判決を支持、上告不受理とし高裁判決が確定した。